# Peter Weyland
(Weyland durante la conferenza TED del 2023)
Sir Peter Weyland è un personaggio immaginario nella serie di film Alien e nell'universo fantascientifico ad esso collegato. Il personaggio fa il suo debutto nel cortometraggio TED 2023 (2012), interpretato da Guy Pearce. Rappresentato come il fondatore della Weyland Corporation (predecessore della Weyland-Yutani, considerato da molti il "vero" antagonista della serie) e creatore dell'androide David 8, Weyland è consumato dall'egoistico desiderio di ottenere l'immortalità.

## Biografia del personaggio
Secondo il sito ufficiale della immaginaria Weyland Corporation, Peter Weyland nacque a Mumbai nel 1990 da un ingegnere autoistruito ed una professoressa di mitologia comparativa dell'Università di Oxford. A quattordici anni, Weyland ricevette un brevetto per una trachea artificiale costruita interamente da cellule staminali sintetiche. Fondò la Weyland Corporation nel 2012, e fece i suoi primi miliardi due anni dopo quando finanziò la prima missione spaziale industrializzata per installare pannelli solari in grado di allinearsi e muoversi sul piano orbitale della Terra, ma con un'inclinazione assiale con cui avrebbero imitato un solstizio d'estate perpetuo. Pose fine al riscaldamento globale attraverso la generazione d'un'atmosfera sintetica sopra la calotta polare, cosa che gli fece ricevere il premio Nobel per la scienza e il titolo di baronetto. Successivamente, acquistò i diritti d'autore della tecnologia sviluppata dal Progetto Prometheus della NASA, e ricevette un ulteriore premio Nobel per la sua cura per il cancro.
Riguardo al suo interesse nello sviluppare vita sintetica, un Easter egg nelle edizioni DVD e Blu-ray stabilisce che Weyland ebbe un tutore ed eventuale concorrente che cercò di convincerlo ad abbandonare la robotica a favore dell'ingegneria genetica, creando cloni con memorie artificiali da vendere sulle colonie extramondo come schiavi. Questo personaggio viene inoltre descritto da Weyland vivendo sulla sommità d'una piramide in una "città di angeli", un chiaro riferimento a Eldon Tyrell di Blade Runner.

## Concezione e sviluppo
Lo sceneggiatore Damon Lindelof concepì Peter Weyland come un uomo con un complesso di dio e dall'ego sproporzionato. Durante lo sviluppo iniziale di Prometheus, per il ruolo di Peter Weyland furono inizialmente considerati sia Max von Sydow che Rutger Hauer, ma alla fine Ridley Scott scelse Guy Pearce quando fu scritta una scena in cui il personaggio sarebbe apparso da giovane. Lindelof paragonò il desiderio di Weyland di prolungarsi la vita al personaggio Roy Batty di Blade Runner, intendendo suggerire che entrambi gli universi di Alien e Blade Runner siano collegati.
Per rappresentare l'età avanzata del personaggio, Pearce indossò del trucco protesico, che richiedeva cinque ore per l'applicazione ed un'ora per la rimozione. L'attore fece ricerche su come imitare il modo di parlare e di muoversi di un uomo anziano. Sebbene la versione giovane di Weyland non appaia nella versione teatrale di Prometheus, lo studio lo fece apparire in un cortometraggio virale ambientato durante una conferenza TED nel 2023. La rappresentazione del personaggio non fu generalmente ben accolta, dato l'aspetto artificioso del trucco e la decisione d'incaricare per il ruolo di un centenario un uomo di 44 anni. La campagna online della Weyland Industries fu però lodata dal Key Art Awards. In ottobre del 2016, fu confermato che Pearce avrebbe riassunto il ruolo di Weyland da giovane in Alien: Covenant.

## Apparizioni

### TED 2023(2012)
Nel 2023 Weyland appare durante una conferenza TED, dove fa un monologo in cui fa riferimento alla leggenda di Prometeo e alla punizione da lui ricevuta per il furto del fuoco. Dichiara il fuoco la prima innovazione tecnologica umana, ed elenca cronologicamente gli ulteriori sviluppi umani, come gli attrezzi di pietra, la ruota, la polvere da sparo, la lampadina, le automobili, la televisione, le armi nucleari, le astronavi, internet, la biotecnologia, la nanotecnologia e la teoria M. Nota quanto stia progredendo la tecnologia cibernetica e osserva che fra qualche anno i sintetici saranno indistinguibili dagli esseri umani. Da questo, lui conclude che gli umani sono diventati i nuovi dèi.

### Prometheus(2012)
Nel 2089, l'ormai centenario Weyland viene contattato dall'archeologa Elizabeth Shaw, che gli chiede di finanziare una spedizione verso il pianeta d'origine d'una mappa stellare da lei teorizzata essere opera degli "Ingegneri", i presunti creatori dell'umanità. Desideroso di ottenere l'immortalità, Weyland finge la sua morte e si insedia segretamente in criostasi sull'astronave Prometheus. Viene monitorato dal suo assistente personale, l'androide David 8, e dalla amareggiata figlia Meredith Vickers. Una volta raggiunta la destinazione e confermata la presenza di un Ingegnere vivo in una astronave inattiva, Weyland si reca verso la nave aliena insieme a David e Shaw per convincere l'Ingegnere a conferirgli la vita eterna. La richiesta di Weyland viene interrotta da Shaw che, convinta che gli Ingegneri intendano sterminare l'umanità, esige una spiegazione da parte dell'alieno sul perché di tanto odio verso la razza umana. L'Ingegnere s'infuria e ferisce gravemente Weyland, che muore dopo essersi reso conto di come la sua missione sia stata vana.

### Alien: Covenant(2017)
Durante un flashback, Weyland interagisce con il nuovo David 8, ma viene turbato dalle domande dell'androide, incapace di comprendere il perché lui, essendo superiore agli umani, dovrebbe servirli.